# Hialoclastite

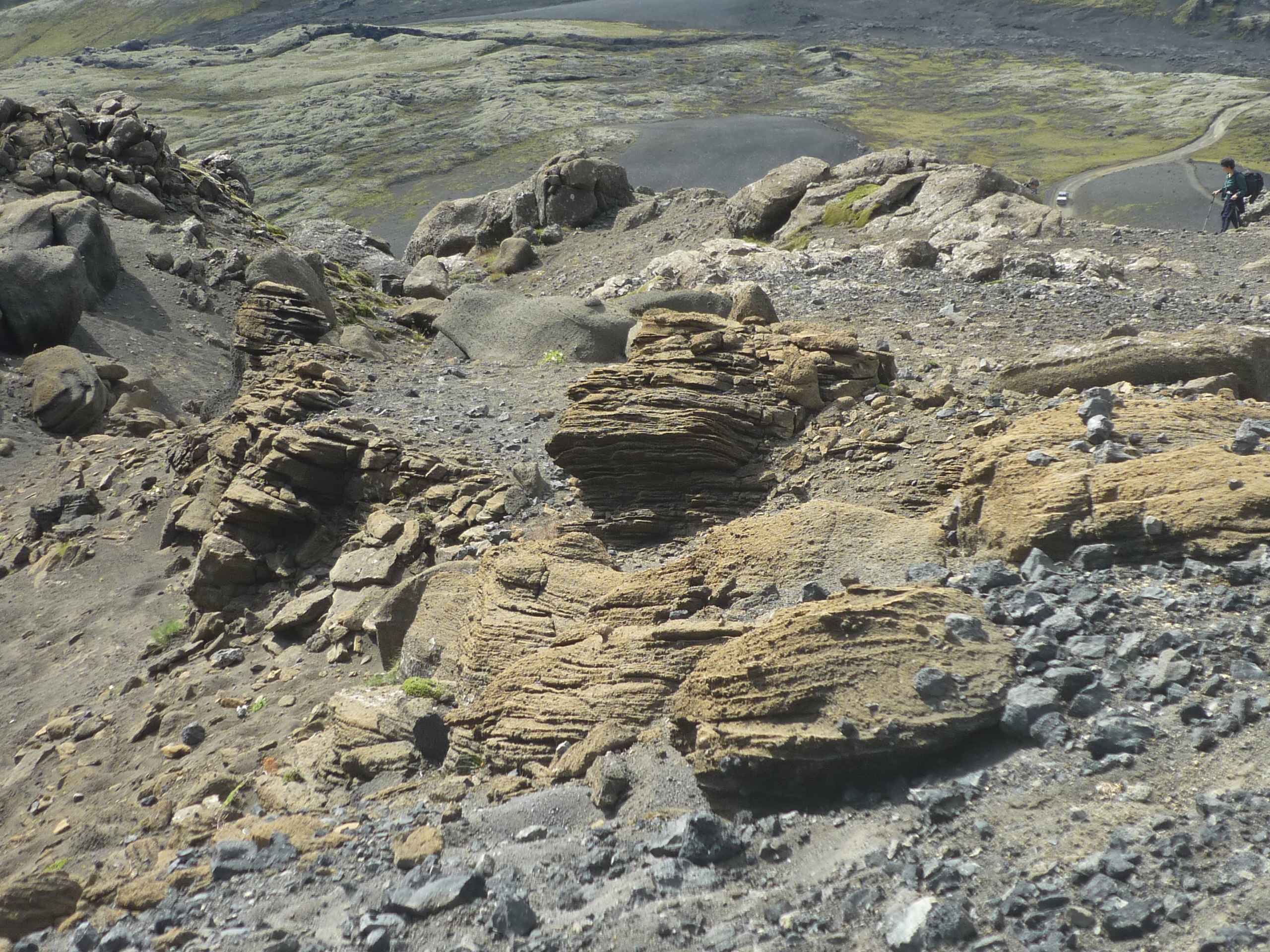
Hialoclastite do vulcão Laki (Islândia).

A hialoclastite é uma brecha hidratada tipo tufo rica em vidro vulcânico negro, formada durante erupções vulcânicas submarinas ou subglaciais. Tem a aparência de fragmentos planos angulares entre um milímetro e alguns centímetros de dimensão. A fragmentação ocorre por força da explosão vulcânica ou pelo choque térmico que ocorre durante o rápido arrefecimento.
São encontrados diversos materiais na hialoclastite. O sideromelano é um vidro basáltico que resulta do arrefecimento súbito em água. É transparente e puro, não possuíndo os cristais de óxidos de ferro dispersos noutra rocha mais comum, o taquilito. Uma camada amarelada de palagonite, formada através da reacção do sideromelano com a água, cobre normalmente fragmentos destes vidros.
Tergos de hialoclastite, formados durante as erupções subglaciais durante a Idade do Gelo, são uma característica proeminente da paisagem da Islândia e da Colômbia Britânica. É usualmente encontrada em vulcões subglaciais, tais como tuyas, que são um tipo de vulcão de encostas escarpadas e de topo plano, formado quando a lava é expelida através de uma camada espessa de gelo ou de um glaciar.